# Droga wojewódzka nr 391
Droga wojewódzka nr 391 (DW391) – droga wojewódzka o długości 10 km łącząca DK91 w Warlubiu z DW272 w Grupie.

## Miejscowości leżące przy trasie DW391
- Warlubie
- Bąkowo
- Rulewo
- Grupa